# Егорлык (Ростовская область)
Егорлык — упразднённый хутор в Целинском районе Ростовской области. На момент упразднения входил в состав Лопанского сельского поселения. В 2003 году включен в состав станицы Сладкая Балка и исключен из учётных данных.

## География
Хутор располагался на юге Целинского района, в Предкавказье, в пределах Азово-Кубанской низменной равнины, на правом берегу реки Средний Егорлык. В настоящее время представляет собой улицы Егорлыкская и Зелёная в западной части станицы.
Климат
Климат умеренный континентальный (согласно классификации климатов Кёппена-Гейгера — Dfa). Среднегодовая температура воздуха положительная и составляет + 10,4 °C, средняя температура самого холодного месяца января — 3,6 °C, самого жаркого месяца июля + 23,8 °C. Расчётная многолетняя норма осадков — 536 мм. Наименьшее количество осадков выпадает в марте (норма — 34 мм), наибольшее в июне (55 мм) и декабре (59 мм).

## История
По данным на 1926 год хутор состоял из 61 хозяйства. В административном отношении входил в состав сельсовета Союз Крестьян Западно-Коннозаводческого района Сальского округа Северо-Кавказского края.
В 1938 году хутор Егорлык-Дачный передан в состав Целинского района из Егорлыкского.
На картах 1940-х годов на месте хутора обозначен колхоз «Красный Партизан».
В 2003 году постановлением заксобрания Ростовской области в состав хутора Сладкая Балка Лопанского сельсовета Целинского района включены хутора Егорлык, Новая Деревня, Новый Мир в связи с их фактическим слиянием.

## Население
| 1989 | 2002 |
| ---- | ---- |
| 219  | ↗233 |

По данным переписи 1926 года на хуторе проживало 336 человек (158 мужчин и 178 женщин), из которых украинцы составляли 58 % населения, великороссы — 40 %.